# Medjlis-i Wala
Medjlis-i Wala fou una institució de l'Imperi Otomà de nom complet Medjlis-i wala-yïakham-i adliyye, que vol dir 'Consell Suprem d'Ordenances Judicials'.
Fou creat el 1838 pel reformista Mustafa Reshid Pasha com òrgan legislatiu al lloc del diwan-i Humayun. A causa de les reformes del Tanzimat va esdevenir principal cos legislatiu de l'estat iniciant funcions el 8 de març de 1840. El 1854 fou substituït pel Medjlis-i ali-i Tanzimat, quedant relegat a elaborar reglaments i lleis menors. A causa de certes crítiques, el 1867 fou totalment suprimit.